# 초지평선 레이더

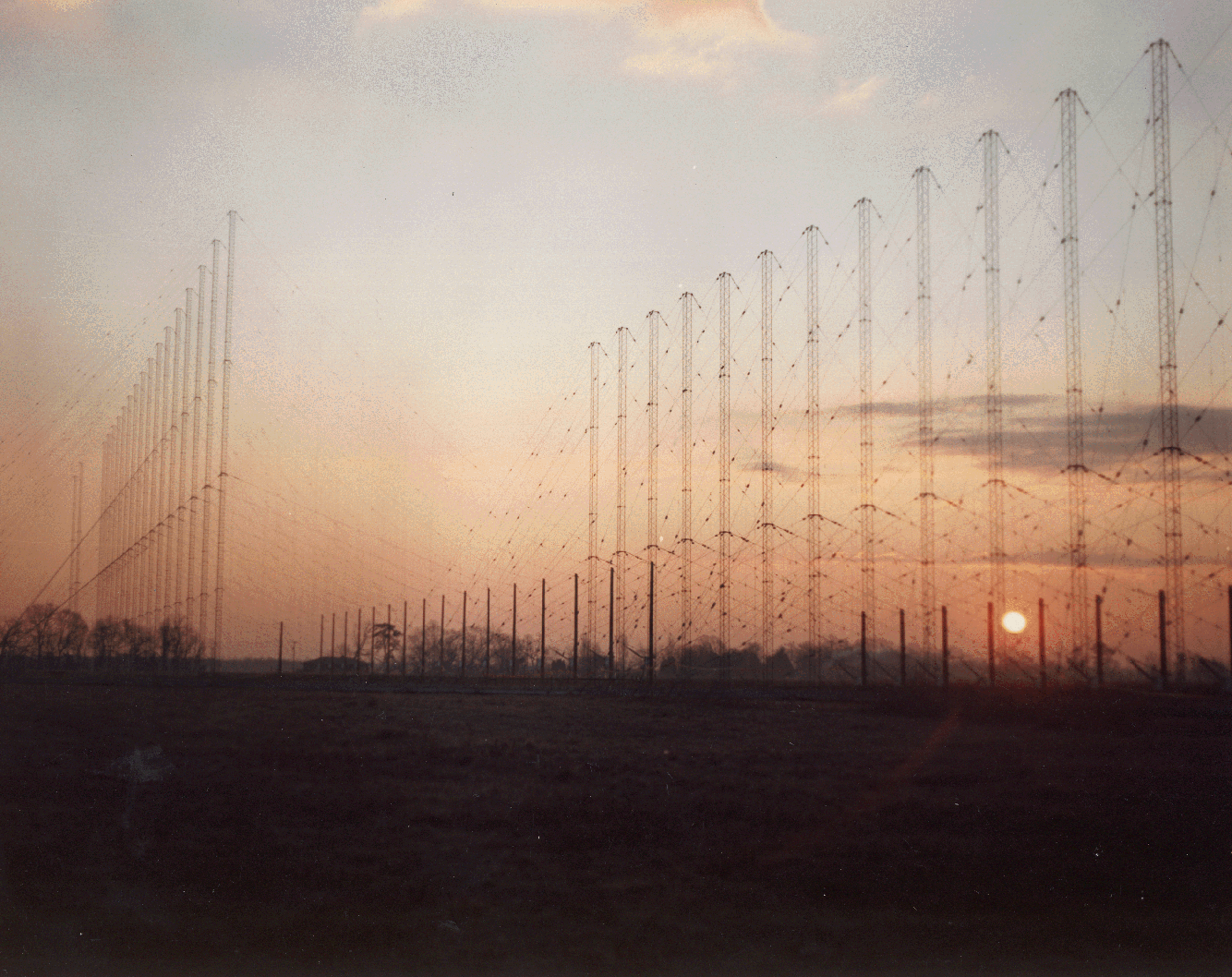
미국 해군이 운용하는 OTH 레이다 기지.

초지평선 레이다(over-the-horizon radar) 또는 OTH(beyond the horizon 또는 BTH)는 레이다 수평선을 넘어서 일반적으로 수백, 수천 킬로미터의 물체를 탐지하는 기능을 갖춘 레이다 시스템의 일종이다.
여러 OTH 레이다 시스템들은 조기경보레이다 시스템의 일부로서 1950년대와 1960년대를 기점으로 배치되었지만 이들은 일반적으로 공중조기경보통제기 시스템으로 대체되었다. 냉전이 끝나면서 정확한 장거리 추적에 대한 필요성이 덜 중요하게 되고 값이 더 저렴한 지상 레이다가 해상초계, 마약 단속과 같은 역할을 맡게 되면서 OTH 레이다들은 최근에 부활하게 된다.